# Chupa Chups
Chupa Chups (výslovnost [čupa čups]) je španělská značka cukrovinek, především kulatých lízátek.
Zakladatelem značky byl Enric Bernat (1923–2003), který měl od roku 1950 cukrářství v Barceloně. V roce 1958 se stal majitelem společnosti Granja Asturias ve Villamayor a hledal pro ni perspektivní artikl. Rozhodl se pro lízátka, protože jsou podle studií pro děti hygieničtější než bonbony, koupil linku na jejich výrobu od firmy Confipack a nechal si produkt patentovat. Kulatá lízátka se původně jmenovala Gol podle podoby s fotbalovým míčem, v roce 1961 je Bernat nazval Chupa Chups podle španělského výrazu chupar, což znamená cucat; od roku 1964 se tak jmenovala celá firma. Na trh vstoupila se sloganem „Es redondo y dura mucho, Chupa Chups“ („Je to kulaté a vydrží to dlouho, Chupa Chups“). Od roku 1967 byla jejím hlavním sídlem Barcelona a o dva roky později vytvořil Salvador Dalí logo firmy v podobě žluté a červené květiny. Roku 1969 byla také v Bayonne otevřena první pobočka mimo Španělsko.
V sedmdesátých letech lízátka zpopularizoval televizní detektiv Kojak v podání Tellyho Savalase. V reklamní kampani na Chupa Chups se také objevila Madonna, Esther Cañadas a skupina Spice Girls. Firma v médiích propagovala lízátka jako zdravější náhradu cigaret, do akce se zapojil i trenér FC Barcelona Johan Cruijff, který v té době přestal kouřit. V roce 1991 byl otevřen první závod v Rusku, v roce 1994 v Číně a v roce 1996 v Mexiku. V roce 1995 se lízátka dostala i na orbitální stanici Mir. Logo Chupa Chups nosil na dresech anglický fotbalový klub Sheffield Wednesday FC. Na koncertu k padesátinám firmy vystoupila Katy Perry.
Od roku 2006 je Chupa Chups pobočkou firmy Perfetti Van Melle. Má okolo dvou tisíc zaměstnanců a je zastoupena ve 170 zemích světa. V roce 2016 vyrobila 3,5 miliardy lízátek. V jejím sortimentu je více než sto příchutí včetně lízátek se žvýkačkou uvnitř nebo lízátek ve tvaru píšťalky. Pod touto značkou se vyrábějí také nealkoholické nápoje, čokoláda a bonbony Smint.